# Curvimètre

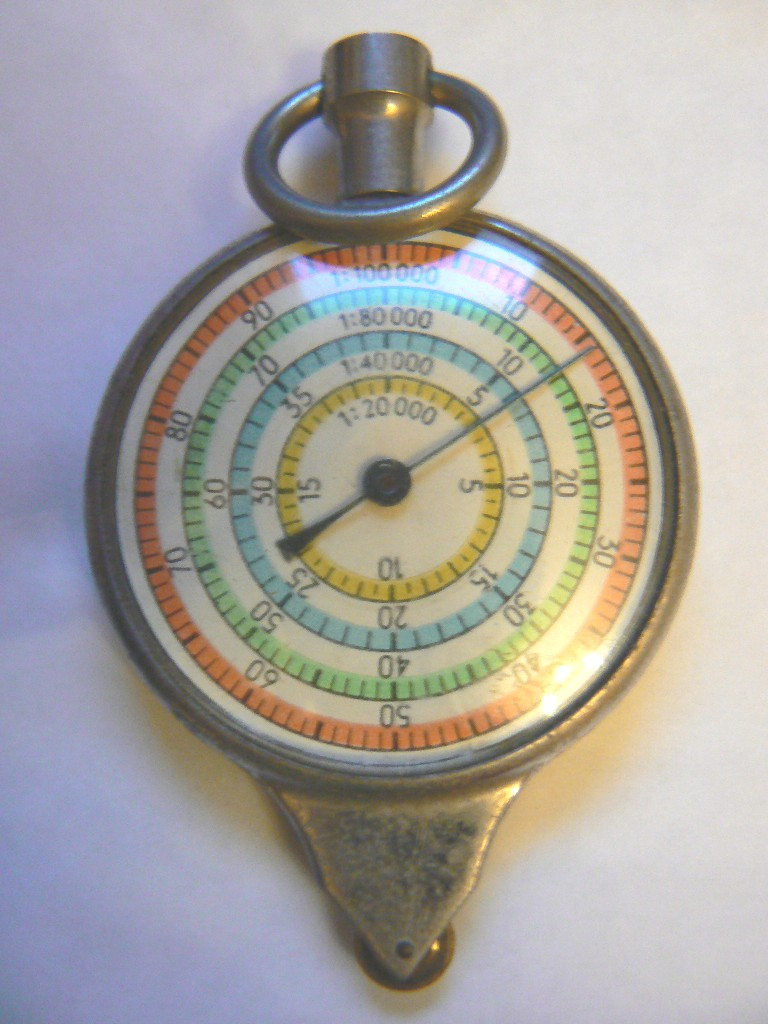
Curvimètre

Le curvimètre est un instrument de mesure utilisé pour mesurer sur les cartes tout élément linéaire courbe ou tout itinéraire non rectiligne. Il permet ainsi de lire la distance parcourue entre deux points de la carte, même si l'itinéraire n'est pas rectiligne. Selon le modèle, jusqu'à huit échelles, les plus usitées, sont disponibles sur l'écran en forme de montre.
Il comporte une roue rugueuse ou une bille que l'utilisateur passe sur la carte en suivant le parcours à quantifier, et un dispositif de conversion de sa rotation en distance en fonction de l'échelle de la carte, à l'aide de graduations d'échelle ou d'une conversion électronique.